# Liste der Einträge im National Register of Historic Places im Marion County (Alabama)
Die Liste der Registered Historic Places im Marion County führt alle Bauwerke und historischen Stätten im Marion County in Alabama auf, die in das National Register of Historic Places aufgenommen wurden.

## Aktuelle Einträge
| Lfd. Nr. | Name                     | Bild | Datum der Eintragung | Adresse/Lage                                | Ort      | ID-Nr.   | Beschreibung |
| -------- | ------------------------ | ---- | -------------------- | ------------------------------------------- | -------- | -------- | ------------ |
| 1        | Ernest Baxter Fite House |      | 28. Aug. 1997        | Jct. of Jackson Military Rd. and Thomas St. | Hamilton | 94001545 |              |
| 2        | Pearce’s Mill            |      | 8. Okt. 1976         | E of Hamilton on SR 253                     | Hamilton | 76000343 |              |